# Festuca formosana
Festuca formosana är en gräsart som beskrevs av Masaji Masazi Honda. Festuca formosana ingår i släktet svinglar, och familjen gräs. Inga underarter finns listade i Catalogue of Life.